# فلوريد البيركلوريل
فلوريد البيركلوريل هو مركب لاعضوي من عناصر الفلور والكلور والأكسجين صيغته ClFO3، ويوجد على شكل غاز عديم اللون.

## التحضير
يمكن أن يحضر المركب من إجراء تفاعل فلورة لمركب كلورات البوتاسيوم بوجود خماسي فلوريد الإثمد عند الدرجة −20 °س. كما يمكن أن تتم عملية التحضير من تفاعل بيركلورات البوتاسيوم مع حمض الفلوروكبريتيك:
{\displaystyle \mathrm {KClO_{4}+HSO_{3}F\longrightarrow ClO_{3}F+KHSO_{4}} }
أو مع فلوريد الهيدروجين وخماسي فلوريد الإثمد:
{\displaystyle {\ce {KClO4 + 2 HF + SbF5 -> ClO3F + KSbF6 + H2O}}}

## الخواص
يوجد المركب في الشروط القياسية على شكل غاز عديم اللون، له رائحة منفرة. يتفاعل المركب مع الكحولات ليعطي بيركلورات الألكيل، وهي مركبات حساسة تجاه الصدمة.

## الاستخدامات
يستخدم المركب لإضافة مجموعة الكلورات إلى المركبات العطرية وفق استبدال عطري محب للإلكترونات.